# Tournoi d'ouverture du championnat de Bolivie de football 2008
Navigation
Saison précédente Saison suivante
Le tournoi d'ouverture de la saison 2008 du Championnat de Bolivie de football est le premier tournoi semestriel de la trente-quatrième édition du championnat de première division en Bolivie. 
Les douze clubs participants sont réunis au sein d'une poule unique où ils affrontent leurs adversaires deux fois, à domicile et à l'extérieur. 
C'est le club d'Universitario de Sucre qui remporte la compétition cette saison après avoir terminé en tête du classement final, avec six points d'avance sur La Paz FC et sept sur le tenant du titre, San José Oruro. C'est le tout premier titre de champion de Bolivie de l'histoire du club.

## Qualifications continentales
Le vainqueur du tournoi Ouverture est qualifié pour la Copa Libertadores 2009, son dauphin est quant à lui assuré de participer à la Copa Sudamericana 2009.

## Les clubs participants
| - Jorge Wilstermann Cochabamba - Aurora Cochabamba - Oriente Petrolero - Bolivar La Paz - Club Blooming - Universitario de Sucre | - San José Oruro - Real Potosi - Real Mamoré - The Strongest La Paz - Club Deportivo Guabirá - Promu de Primera B - La Paz FC |

## Compétition
Le barème utilisé pour établir l'ensemble des classements est le suivant :
- Victoire : 3 points
- Match nul : 1 point
- Défaite : 0 point

### Classement
| Rang | Équipe                       | Pts | J  | G  | N | P  | Bp | Bc | Diff |
| ---- | ---------------------------- | --- | -- | -- | - | -- | -- | -- | ---- |
| 1    | Universitario de Sucre       | 43  | 22 | 12 | 7 | 3  | 36 | 17 | +19  |
| 2    | La Paz FC                    | 37  | 22 | 10 | 7 | 5  | 44 | 30 | +14  |
| 3    | San José OruroT              | 36  | 22 | 11 | 3 | 8  | 46 | 45 | +1   |
| 4    | Oriente Petrolero            | 33  | 22 | 10 | 3 | 9  | 41 | 35 | +6   |
| 5    | Club Blooming                | 31  | 22 | 9  | 4 | 9  | 39 | 41 | -2   |
| 6    | Bolívar La Paz               | 30  | 22 | 7  | 9 | 6  | 41 | 26 | +15  |
| 7    | Aurora Cochabamba            | 30  | 22 | 8  | 6 | 8  | 33 | 41 | -8   |
| 8    | The Strongest La Paz         | 29  | 22 | 8  | 5 | 9  | 41 | 36 | +5   |
| 9    | Real Mamoré                  | 28  | 22 | 9  | 1 | 12 | 27 | 52 | -25  |
| 10   | Jorge Wilstermann Cochabamba | 27  | 22 | 8  | 3 | 11 | 41 | 46 | -5   |
| 11   | Real Potosí                  | 25  | 22 | 6  | 7 | 9  | 41 | 39 | +2   |
| 12   | Club Deportivo GuabiráP      | 18  | 22 | 5  | 3 | 14 | 26 | 48 | -22  |

|  | Qualification pour la Copa Libertadores 2009        |
|  | Qualification pour la Copa Sudamericana 2009        |
|  | T : Tenant du titre P : Promu de Copa Simon Bolivar |

## Bilan de la saison
| Championnat de Bolivie de football 2008 |                                    |
| Champion                                | Universitario de Sucre (1er titre) |
| Qualifications continentales            |                                    |
| Copa Libertadores 2009                  | Universitario de Sucre             |
| Copa Sudamericana 2009                  | La Paz FC                          |
| Promotions et relégations               |                                    |
| Promus en Primera A                     | Aucun                              |
| Relégués en Torneo Simon Bolívar        | Aucun                              |